# Hugh Mingay
Hugh Steven James Mingay (12 de diciembre de 1974), también conocido por su nombre artístico Skoll es un músico de heavy metal, bajista de la banda de avant-garde metal Arcturus.

## Discografía

### ConArcturus
- Aspera Hiems Symfonia (Studio Album, 1996)
- La Masquerade Infernale (Studio Album, 1997)
- The Sham Mirrors (Studio Album, 2002)
- Aspera Hiems Symfonia/Constellation/My Angel (Compilation, 2002)
- Sideshow Symphonies (Studio Album, 2005)
- Shipwrecked in Oslo (Live Album, 2005)
- Arcturian - (Studio Album, 2015)

### ConUlver
- Bergtatt – Et eeventyr i 5 capitler (Studio Album, 1994)
- Nattens madrigal (Studio Album, 1996)*
- The Trilogie – Three Journeyes Through the Norwegian Netherworlde (Compilation, 1997)
- Themes from William Blake's The Marriage of Heaven and Hell (Studio Album, 1998)

### ConVed Buens Ende
- Written in Waters (Studio Album, 1995)
- Those Who Caress the Pale (EP, 1997)

### ConFimbulwinter
- Servants of Sorcery (Studio Album, 1994)